# Thorsten Botz-Bornstein
Thorsten Botz-Bornstein (Duisburgo, Alemania; 1964) es un filósofo alemán. Es un experto en las áreas de la filosofía del lejano oriente, filosofía así como la filosofía de películas y de la arquitectura.

## Biografía
Thorsten Botz-Bornstein nació en Alemania, estudió filosofía en la Universidad de París I Panthéon-Sorbonne de 1985 a 1990, defendió su tesis doctoral en la Universidad de Oxford en 1993 bajo la supervisión de Colin Davis. Recibió la habilitación (HdR) de la Ecole des hautes etudes en sciences sociales (EHESS) en París en 2000. Después de su doctorado trabajó durante cuatro años en la Universidad de Helsinki (Finlandia) realizando investigaciones sobre Semiótica y Formalismo ruso. Así mismo, Thorsten Botz-Bornstein pasó tres años en Japón en varias instituciones académicas e investigó sobre la Escuela Kyōto. Fue consultor en el Cognition Center de la Universidad de Zheijiang (Hangzhou, China) durante dos años. De 2007 a 2009 enseñó filosofía en la Universidad de Tuskegee en Alabama (Estados Unidos), una universidad afroamericana. Actualmente Thorsten Botz-Bornstein es profesor en la Universidad de Ciencias y Tecnología del Golfo en Kuwait. Es el editor de ODIP (Online Dictionary of Intercultural Philosophy) y el editor general de la serie de libros de Brill (editorial) llamada "Filosofía del cine".

## Filosofía
En su filosofía, Thorsten Botz-Bornstein intenta establecer los vínculos conceptuales entre el estilo, el juego y el sueño tomando prestados elementos de las filosofías "no occidentales" (rusa, japonesa y china) de la arquitectura y la estética del cine. Botz-Bornstein utiliza el triángulo "juego-estilo-sueño" como fundamento teórico en sus trabajos sobre espacio, estilo, arquitectura y cine orgánicos, comunicación intercultural, realidad virtual y política. Su enfoque puede describirse como “neo-orgánico” en respuesta a las experiencias de totalitarismo de la Segunda Guerra Mundial que llevaron a la percepción de que cualquier totalidad debe ser escindida o deconstruida. Por lo tanto, el neo-organicismo de Botz-Bornstein presenta una alternativa hermenéutica al repensar las formas sintéticas y dinámicas holísticas sin caer en la trampa del totalitarismo. 

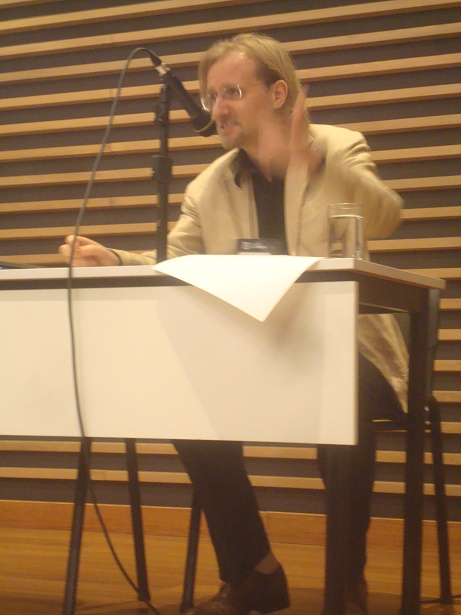
Thorsten Botz-Bornstein en las Jornadas Filosofía de Bogotá en 2012

## Publicaciones
Autor:
Conspiracy and Contingency: How to Deal with Fake Necessities (Anthem 2025)
How Much Religion is Good for Us? If Religion Were a Game (Routledge 2024)
Daoism, Dandyism, and Political Correctness (SUNY 2023)
The Philosophy of Lines: From Art Nouveau to Cyberspace (Palgrave 2021)
Micro and Macro Philosophy: Organicism in Biology, Philosophy, and Politics (Brill, 2020)
The New Aesthetics of Deculturation: Neoliberalism, Fundamentalism and Kitsch (Bloomsbury, 2019).
The Political Aesthetics of ISIS and Italian Futurism (Lexington, 2018)
Organic Cinema: Film Architecture, and the Work of Bela Tarr (Berghahn, 2017)
Transcultural Architecture: Limits and Opportunities of Critical Regionalism (Ashgate, 2015)
Veils, Nudity, and Tattoos: The New Feminine Aesthetics (Lexington, 2015)
Virtual Reality: The Last Human Narrative? (Brill, 2015)
The Veil in Kuwait: Gender, Fashion, Identity (with N. Abdullah-Khan) (Palgrave, 2014)
La Chine contre l'Amérique. Culture sans civilisation contre civilisation sans culture? [China against America: Culture without Civilisation against Civilization without Culture?] (Paris: L'Harmattan, 2012)
Place and Dream: Japan and the Virtual (Rodopi, 2004)
Films and Dreams: Tarkovsky, Sokurov, Bergman, Kubrik, Wong Kar-wai (Lexington, 2007)
Vasily Sesemann: Experience, Formalism and the Question of Being (Rodopi, 2006)
Aesthetics and Politics of Space in Russia and Japan (Lexington, 2009)
The Cool-Kawaii: Afro-Japanese Aesthetics and New World Modernity (Lexington, 2010)
The Monstrous Darkness of Tomorrow (Novella, 2018)
Kuwait 2059 (Novella, 2019)
Editor:
Tracking Global Wokeism (Brill, 2025)
Plotinus and the Moving Image: Neoplatonism and Film Studies (with G. Stamatellos,  Brill, 2017)
Inception and Philosophy: Ideas to Die For (Chicago: Open Court, ‘Philosophy and Popular Culture Series’, 2011)
Re-ethnicizing the Minds? Tendencies of Cultural Revival in Contemporary Philosophy (Rodopi, 2006)
The Philosophy of Viagra: Bioethical Responses to the Viagrification of the Modern World (Rodopi, 2011)
Culture, Nature, Memes: Dynamic Cognitive Theories (Cambridge Scholars Press, 2008)
The Crisis of the Human Sciences: False Objectivity and the Decline of Creativity (Cambridge Scholars Press, 2012)